# Sarcosperma
Sarcosperma là một chi thực vật thuộc họ Sapotaceae. Chi này được Joseph Dalton Hooker miêu tả lần đầu tiên năm 1876, với 3 loài liệt kê là S. arborea, S. griffithii và S.laurina.
Các loài trong chi này là bản địa Đông Nam Á cũng như đông bắc Ấn Độ, Bangladesh và miền nam Trung Quốc.

## Mô tả
Cây gỗ thường xanh. Các lá mọc đối hoặc gần đối, hoặc hiếm khi mọc vòng; các lá kèm nhỏ và sớm rụng với những vết sẹo dễ thấy trên cuống lá, đôi khi hơi bền; phiến lá gần như dạng da. Hoa nhỏ, đơn độc hoặc mọc thành cụm ở nách lá thành cành hoa hoặc chùy hoa; lá bắc nhỏ, hình tam giác. Lá đài 5, thuôn tròn, xếp lợp. Tràng hoa hình chuông rộng; thuỳ tràng 5, hình trứng. Nhị 5, gắn vào ống tràng hoa và đối diện các thùy tràng; nhị lép 5, hình dùi đến hình tam giác, gắn vào họng tràng và xen kẽ với các thùy tràng. Bầu nhụy 1 hoặc 2 ngăn, nhẵn nhụi. Vòi nhụy ngắn; đầu nhụy 2 thùy. Quả hạch, hình elipxoit; vỏ quả ngoài rất mỏng và nhiều bột; Hạt 1 hoặc 2. Sẹo hạt nhỏ, thuôn tròn.

## Các loài
Plants of the World Online (POWO) và World Checklist of Selected Plant Families (WCSP) công nhận 11 loài như sau:
- Sarcosperma affine Gagnep., 1948 - Nhục tử gần: Miền nam Việt Nam.
- Sarcosperma angustifolium Gagnep., 1948 - Nhục tử lá hẹp: Miền bắc Việt Nam.
- Sarcosperma arboreum Hook.f., 1876: Ấn Độ (Assam), Bangladesh, Trung Quốc (trung nam, đông nam), Đông Himalaya, Myanmar, Thái Lan. Có thể có ở Tây Tạng.
- Sarcosperma griffithii Benth. ex C.B.Clarke, 1882: Ấn Độ (Assam), Bangladesh, Trung Quốc (Vân Nam), Đông Himalaya, miền bắc Thái Lan.
- Sarcosperma kachinense (King & Prain) Exell, 1931 - Nhục tử Kachin: Ấn Độ (Assam), Trung Quốc (trung nam, đông nam, Hải Nam), Myanmar, Thái Lan, Việt Nam.
- Sarcosperma kontumense Gagnep. ex Aubrév., 1963 - Nhục tử Kon Tum: Campuchia, Việt Nam.
- Sarcosperma laurinum (Benth.) Hook.f., 1876 - Nhục tử lá quế: Đông nam Trung Quốc (cả Hải Nam), Việt Nam.
- Sarcosperma ovatifolium Gagnep., 1948: Miền bắc Việt Nam.
- Sarcosperma paniculatum (King) Stapf & King, 1901: Malaysia (bán đảo và Borneo), Indonesia (Maluku, Quần đảo Sunda Nhỏ, Sulawesi, Sumatra), Philippines.
- Sarcosperma pedunculatum Hemsl., 1890: Trung Quốc (từ Vân Nam tới Hải Nam), Việt Nam
- Sarcosperma uittienii H.J.Lam, 1926: Malaysia bán đảo, Sumatra.